# Bijbel (christendom)

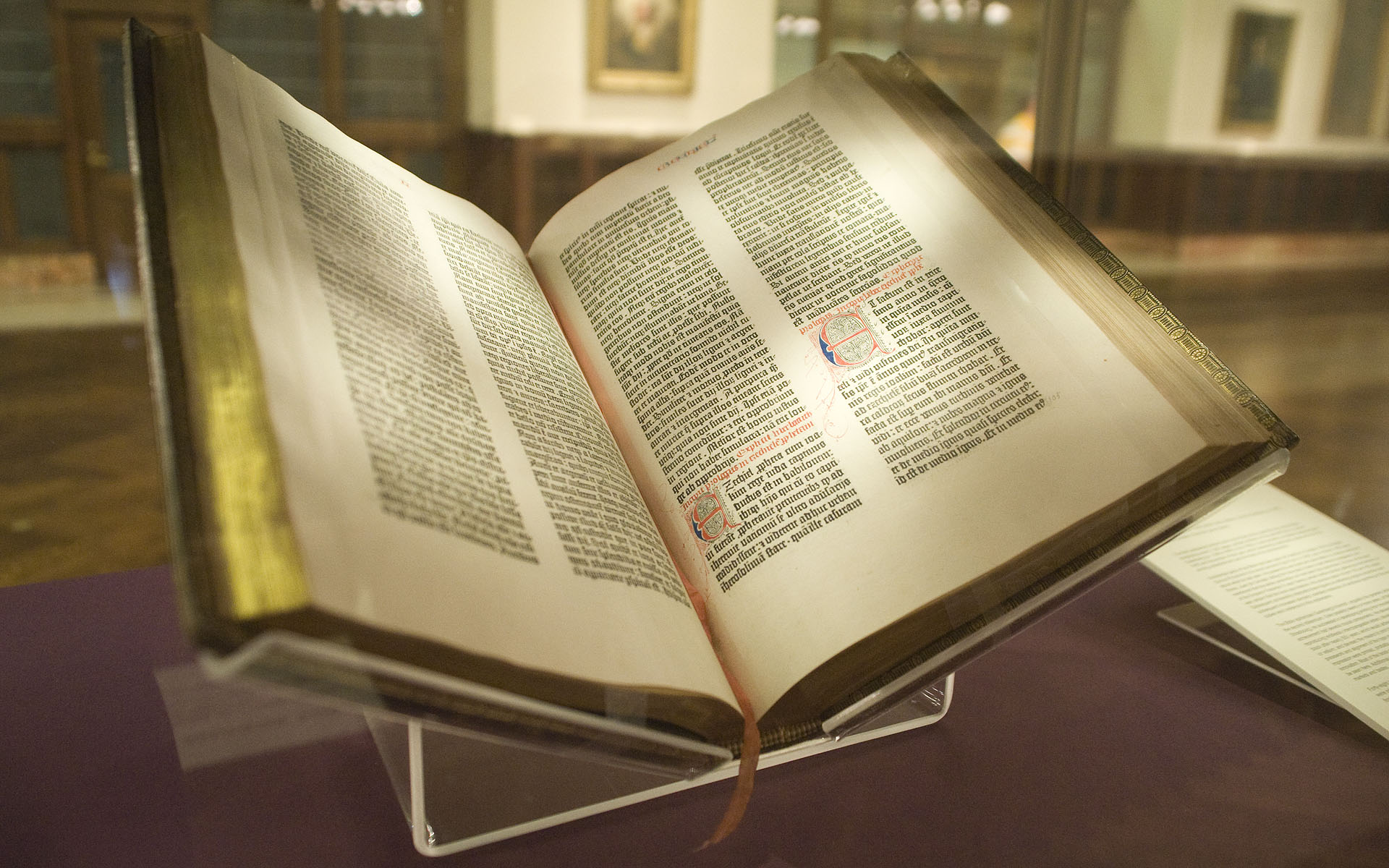
De Gutenbergbijbel, de eerste gedrukte Bijbel en het eerste boek dat is vervaardigd met de boekdrukkunst

De Bijbel is het heilige boek van het christendom. Het is een van de invloedrijkste boeken ter wereld, het meest verspreide boek ooit en het eerste boek dat werd vervaardigd met de boekdrukkunst.
De Bijbel bestaat uit twee delen: het Oude Testament en het Nieuwe Testament. Deze zijn samengesteld uit theologisch bedoelde verhalen, hymnen, allegorische erotica, parabelen en didactische brieven. Ze werden geschreven of definitief gemaakt in bijna 1.000 jaar tussen de 8e eeuw v.Chr. tot rond het einde van de 1e eeuw. Sommige tekstdelen van het Oude Testament zijn ouder, maar we weten niet precies hoe oud.
Het Oude Testament begint met de schepping van de aarde en de mens door God. Op het verhaal waarin de mens in het paradijs verviel tot zonde, volgt een lange serie verhalen die vooral gaan over de Israëlieten als Gods volk. In het Nieuwe Testament staat de komst van Jezus centraal. Zijn dood en opstanding leidt tot het herstel van de verstoorde relatie tussen God en de mens. Zijn volgelingen zullen het Koninkrijk van God beërven.

## Etymologie
Het woord bijbel komt van het Oudgriekse woord βιβλία, biblia, dat "boeken" betekent. De eerste die de term biblia gebruikte voor wat wij nu de Bijbel noemen, was waarschijnlijk Johannes Chrysostomus rond 387 n.Chr. De term duidt aan dat de Bijbel een bloemlezing of verzameling is.

## Samenstelling
Afhankelijk van welke vorm binnen het christendom een Bijbel dient, bevat de Bijbel tussen de 66 en 81 boeken, en bevat ongeveer 800.000 à 900.000 woorden. Zie voor de verschillende versies de canon van de Bijbel. Deze verschillen in samenstelling komen doordat - vooral protestantse - stromingen sommige boeken duiden als apocriefen van het Oude Testament en apocriefen van het Nieuwe Testament. Ook zijn er verschillen tussen katholieke, orthodoxe en koptische Bijbels onderling. Voorbeelden hiervan zijn 1 Makkabeeën en het Evangelie van Thomas.

### Oude Testament
Het Oude Testament werd grotendeels in het Hebreeuws geschreven en wordt daarom ook wel de Hebreeuwse Bijbel genoemd. Binnen het protestantisme bestaat het uit 39 boeken en is daarmee gelijk aan de Tenach. Binnen de Rooms-Katholieke Kerk wordt de samenstelling van de Vulgaat aangehouden en bestaat daarmee uit 46 boeken. De boeken die wel in de katholieke, maar niet in de protestantse canon zijn opgenomen, worden door de Katholieke Kerk deuterocanonieke boeken genoemd.
De boeken van het Oude Testament zijn het resultaat van een redactieproces dat vele eeuwen heeft geduurd. De boeken kregen hun definitieve vorm in de periode van de 8e eeuw v.Chr. tot de 2e eeuw v.Chr. Hierdoor vertonen deze boeken invloeden van andere culturen die in een bepaalde periode dominant waren. Dit geldt vooral voor die van het Babylonische rijk en Perzische rijk. De reconstructie van dit redactieproces voor de eerste vijf boeken van het Oude Testament (ook wel Thora of Pentateuch genoemd) heet de documentaire hypothese.

### Nieuwe Testament
Het Nieuwe Testament bestaat uit 27 boeken. De oudste delen van het Nieuwe Testament zijn de brieven van Paulus, die tussen 50 en 60 n.Chr. werden geschreven. De jongste delen kregen hun definitieve vorm rond het einde van de 1e eeuw.
Over de canon van het Nieuwe Testament bestaat geen discussie of verschil tussen een katholieke en protestantse versie. Reeds aan het einde van de 2e eeuw bestond een canon die niet veel van de huidige verschilde.

## Auteurschap
Veel boeken van de Bijbel zijn pseudepigrafisch. Sommige zijn geschreven in naam van iemand anders, zoals Daniël in het Oude Testament en waarschijnlijk ook de katholieke brieven of zendbrieven in het Nieuwe Testament. Van zeven van de brieven van Paulus is het auteurschap van Paulus onomstreden, maar bij de andere zeven zijn twijfels of Paulus de brieven heeft geschreven. Andere boeken noemen geen auteur en zijn later toegeschreven aan bekende personen binnen het jodendom of christendom. Zo werd Job uit het Oude Testament traditioneel toegeschreven aan Mozes. In het Nieuwe Testament geldt dit met name voor de vier evangeliën.

## Tekstgeschiedenis
Van geen enkel deel van de Bijbel is een originele bron bewaard gebleven. De oudste bronnen van het Oude Testament zijn de in 1947 ontdekte Dode Zee-rollen, waarvan de oudste gedateerd worden op ca. 250 v.Chr. Fragmentarische handschriften van het Nieuwe Testament gaan terug tot het eerste kwart van de 2e eeuw, zoals Papyrus 52 dat een passage uit het evangelie volgens Johannes bevat en dat wordt gedateerd op ± 125. Er bestaan vrij volledige Bijbelse handschriften uit de 4e eeuw, zoals de Codex Sinaiticus en Codex Vaticanus.

## Invloed van de Bijbel
Vanwege de overheersende rol van het christendom in het Europa vanaf de late Romeinse tijd tot aan de Verlichting is de Bijbel in Europa van groot belang geweest. Niet alleen voor het godsdienstige leven, maar ook in taal, wetgeving, kunst en filosofie. Het maatschappelijke leven in het algemeen in de westerse beschaving is door de Bijbel beïnvloed. Vanwege de overheersende positie van Europa in de wereld gedurende de tweede helft van het tweede millennium strekt deze invloed zich ook buiten de westerse wereld uit.
Met de Verlichting, de scheiding van kerk en staat en de wetenschappelijke revolutie in Europa en de Verenigde Staten, is de invloed van het christendom en daarmee van de Bijbel op het openbare leven afgenomen. De afgelopen eeuwen is er bij veel mensen twijfel aan de goddelijke oorsprong van de Bijbel ontstaan. Vanwege de secularisering in de westerse wereld heeft de Bijbel daar als religieuze en ethische leidraad bij velen aan belang ingeboet.

## Interpretaties van de Bijbel

### Christelijke visies
Hoewel de Bijbel bestaat uit een grote verzameling losse geschriften van diverse auteurs, wordt hij in het christendom als één werk beschouwd, als de door God geopenbaarde waarheid, oftewel het "onfeilbare Woord van God", aangezien alle auteurs worden verondersteld direct te zijn geïnspireerd door God. Christenen noemen de Bijbel ook wel de "Heilige Schrift".
Daarnaast is er de vraag of de Bijbel letterlijk moet worden genomen. Orthodoxe christenen beschouwen de Bijbel als het product van goddelijke inspiratie en in letterlijke zin het onfeilbare Woord van God. Die overtuiging wordt mede gebaseerd op een tekst uit de Bijbel zelf:
Elke schrifttekst is door God geïnspireerd en kan gebruikt worden om onderricht te geven, om dwalingen en fouten te weerleggen, en om op te voeden tot een deugdzaam leven.— 2 Timoteüs 3:16
Die overtuiging is voor hen een fundament van het christelijke geloof. Orthodox-protestanten neigen naar een letterlijke tekstgetrouwe lezing, terwijl vrijzinnig-protestanten de Bijbel juist meer allegorisch interpreteren. Binnen het christenfundamentalisme beschouwt men de Bijbel als historisch en natuurwetenschappelijk correct.
Binnen de Rooms-Katholieke Kerk bestaat van oudsher naast de Bijbel ook de traditie, die het Woord van God uitlegt. Binnen het protestantisme werd daarentegen het sola scriptura-principe ontwikkeld, wat betekent dat alleen de Bijbel gezag en autoriteit heeft. Hierdoor kon er geen legitieme interpreterende instantie voor de Bijbel meer bestaan. De legitimiteit werd in de Bijbel zelf gelegd.
Op de goddelijke invloed op de schrijver, de inspiratie, bestaan verschillende visies:
1. Woordelijke inspiratie (ook wel mechanische inspiratie genoemd): de Heilige Geest gaf de schrijver woord voor woord de tekst door.
2. Algehele inspiratie: de Heilige Geest gaf de Bijbelschrijvers de totale boodschap door en zij schreven het in hun eigen stijl en hun eigen (beeld)taal op.
3. Dynamische of partiële inspiratie: de Heilige Geest hielp de schrijver de zaken die belangrijk zijn voor leer en leven onfeilbaar op te schrijven, maar in andere details kunnen fouten zitten.
4. Neo-orthodoxie: De Bijbel wordt pas Gods woord in de confrontatie met de lezers.
5. Liberaal: De Bijbel kan religieus inspirerend werken.[8]

Sinds de verlichting beschouwen vrijzinnige christenen de teksten als mensenwerk, voortkomend uit de tijd waarin ze zijn ontstaan en dienovereenkomstig de taal en beelden uit die periode bevattend. Ook rechtzinnige christenen zijn wat dit laatste betreft meestal deze mening toegedaan. Om die reden maakt onderzoek naar de context waarin een tekst is geschreven doorgaans deel uit van de exegese.
De grens tussen rechtzinnig en vrijzinnig valt niet altijd scherp te trekken, want er zijn christenen met opvattingen die tussen beide groepen in vallen, in allerlei gradaties. Zo zijn er rechtzinnige christenen die het scheppingsverhaal in Genesis niet letterlijk nemen, maar een of andere vorm van de evolutietheorie aanhangen, maar daarin wel Gods handelen menen te zien.
De meeste christenen achten zich niet gebonden aan de Joodse wetten in het Oude Testament. Bij het ontstaan van het christendom was dit een ernstige splijtzwam, zie Concilie van Jeruzalem.

### Wetenschappelijke bestudering
De Bijbelwetenschap legt de Bijbel uit met behulp van de historisch-kritische methode en hermeneutiek. Dat betekent dat zij probeert een Bijbelse tekst in zijn eigen historische context te verstaan en uit te leggen. Daarbij speelt de reconstructie van de ontstaansgeschiedenis van de tekst en diens verbondenheid met zijn historische situatie een belangrijke rol. Hieronder valt ook het onderzoek naar de historische Jezus.
De term "kritisch" betekent niet dat het doel is kritiek te hebben op de Bijbel. Het betekent dat het is gebaseerd op de algemeen inzichtelijke criteria voor het wetenschappelijk onderzoek van teksten. Zo moet iedere stap in het onderzoek voor anderen na te gaan zijn en is het niet toegestaan zich te beroepen op een bovennatuurlijke en dus oncontroleerbare verklaring.
Christenen die de Bijbel wel als ultieme bron van gezag beschouwen, wijzen het historisch-kritische onderzoek naar de Bijbel doorgaans af als "Schriftkritiek."

### Verhouding tussen de wetenschap en de Bijbel
De Bijbel was eeuwenlang de ultieme bron van gezag, omdat de meeste mensen de tekst van de Bijbel als het resultaat zagen van goddelijke openbaring en ze dus onfeilbaar was. Dat idee veranderde bij veel mensen met de opkomst van de wetenschap in de 16e eeuw toen de Copernicaanse revolutie plaatsvond. Nicolaas Copernicus zei toen dat niet de aarde maar de zon het middelpunt van het universum was. Hij werd gesteund door Galileo Galilei, die hierdoor in conflict met de Kerk kwam. In de periode van de Verlichting ontstond toenemende twijfel aan de onfeilbaarheid van de Bijbel.
Tegenwoordig zien de meeste wetenschappers de Bijbel niet meer als geïnspireerd door God en onfeilbaar, maar als een zeer belangrijk cultureel, literair en bovenal religieus document. Mede door deze opvatting heeft de Bijbel in de geseculariseerde wereld minder of geen gezag meer als leidraad in ethische kwesties. Er is nog een minderheid van christenen en christelijke wetenschappers die vasthoudt aan de Bijbel als Gods openbaring, geloven in de onfeilbaarheid van de Bijbel en de Bijbel beschouwen als leidraad in ethische kwesties.

## Bijbelvertalingen

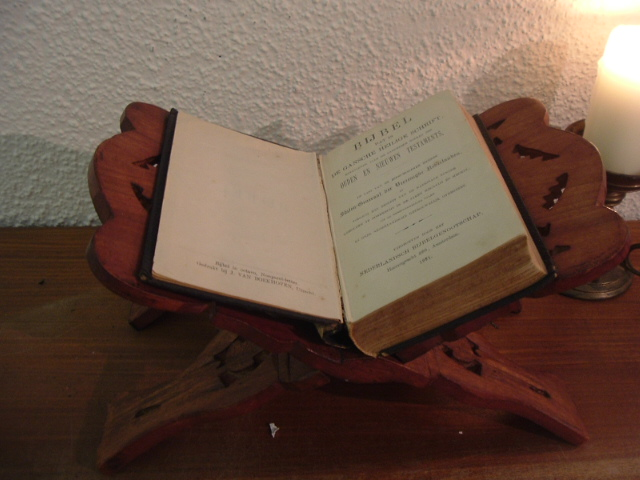
Bijbel uit 1921 in de Statenvertaling

In de loop van de geschiedenis zijn er vele vertalingen van de Bijbel gemaakt.

### Oude vertalingen
Een belangrijke vertaling van het Oude Testament naar het Oudgrieks was de Septuagint, vervaardigd vanaf de 3e eeuw v.Chr. in de bibliotheek van Alexandrië. Deze Griekse vertaling was de gezaghebbende Bijbel in het Griekssprekende deel van de vroege kerk en tot vandaag in de oosters-orthodoxe kerken.
De kerkvader Hiëronymus van Stridon vertaalde rond 400 n.Chr. de volledige Bijbel naar het Latijn: de Vulgaat. De Vulgaat was gedurende de middeleeuwen toonaangevend in het westen. De Bijbel kon daardoor enkel door geestelijken, die Latijn kenden, worden gelezen. De rest van de (katholieke) bevolking, die geen Latijn kon lezen, was hiervan afhankelijk.
Het zelf lezen van de Bijbel door gelovigen kwam in opkomst na omstreeks 1500 door de eerste vertalingen in moderne talen, zoals die van William Tyndale naar het Engels en Maarten Luther naar het Duits, die bovendien door de uitvinding van de boekdrukkunst snel werden verspreid. Voor veel vertalingen was de Textus Receptus de brontekst, inclusief voor de Nederlandse Statenvertaling.

### De Bijbel in het Nederlands
De oudste Middelnederlandse vertaling van het Nieuwe Testament is de Zuid-Nederlandse evangelievertaling. Het is ook de oudst bewaarde prozatekst in het Middelnederlands. De oorspronkelijke tekst moet begin dertiende eeuw zijn geschreven. De Hernse Bijbel, een historiebijbel, was de eerste nagenoeg complete Bijbel in een Europese volkstaal. De eerste Nederlandstalige Bijbel die geheel rechtstreeks uit de Hebreeuwse en Griekse bronteksten werd vertaald, verscheen in 1637. Tot deze vertaling was opdracht gegeven door de Staten-Generaal; vandaar de gangbare benaming Statenvertaling.